# 花城黒和
花城 黒和（はなしろ くろかず、女性、1月15日 - ）は、日本の漫画家、同人作家。愛知県出身。

## 経歴・人物
愛知淑徳大学メディアプロデュース学部創造表現専修コース卒業。在学中はとりいかずよしゼミに学んだ。
麻貴早人とともに、高等学校時代から漫画製作を始め、大学においても「幻想文学研究会」に所属して彼女と切磋琢磨し、製作に励んだ。大学4年のとき行われた第73回小学館新人コミック大賞にて投稿作の「仮面の街」が少年部門の〈佳作〉に入賞し、以後プロ活動に入った。
同人活動ではクロワッサンという名義も用いる。

## 作品リスト

### 読切漫画
アンソロジー収録作品
- [ 4月3日 ] - 『アイドルマスター 10th アンソロジー』(原作 / バンダイナムコエンターテインメント、ゲッサン小学館サンデーコミックススペシャル、2016年1月発行)

雑誌等掲載作品
- 右手に花束を (第14回 愛知淑徳文藝・マンガ大賞ビジュアル部門〈優秀賞〉)
- 噂の棲む団地 (第50回GET THE SUN新人賞 選外佳作)[2]
- 仮面の街 (第73回 新人コミック大賞少年部門〈佳作〉受賞)
- 影は笑う (『ゲッサン』2014年7月号別冊付録『ゲッサンmini 8』 掲載)
- コールド・シティ (『ゲッサン』2014年9月号別冊付録『ゲッサンmini 9』 掲載)
- 今宵貴方とハーブティーを (『ゲッサン』2014年10月号別冊付録『miniマイナス1』掲載)
- 『ゲッサン』2015年3月号別冊付録『ゲッサンminiマイナス2』表紙
- top - secret (『ゲッサン』2015年3月号別冊付録『ゲッサンminiマイナス2』掲載)
- 6年人それぞれ (『ゲッサン』2015年6月号 付録 ゲッサン6周年特製四齣漫画小冊子 掲載)
- 探し屋物語 (『ゲッサン』2015年7月号別冊付録『ゲッサンminiマイナス4』掲載)
- 俺たちは次を描かない (ゲッサン6周年記念企画リレー漫画 第4話、『ゲッサン』2015年9月号 掲載)
- 花咲かGさん! (『ゲッサン』2016年7月号 掲載)